# Améscoa Alta
La Améscoa Alta (Ameskoagoiena en euskera) —hasta el siglo XVI conocido como Valle de Arana— es un valle de la Merindad de Estella que  históricamente funcionó como unidad administrativa, aunque el concejo de cada pueblo cuidaba de sus asuntos propios. En 1846 los tres pueblos que la formaban, Aranarache, Eulate y Larraona, se convirtieron en ayuntamientos independientes. Sin embargo, como concepto geográfico, se mantiene en uso para describir muchas aspectos comunes a los tres municipios y su entorno, de una forma directa bajo esta denominación, como de una forma indirecta, al incluirse en las Améscoas, junto a la Améscoa Baja.

## Geografía
Se trata de un corredor excavado sobre margas por el río Viarra entre el monte Limitaciones de las Améscoas, que geomorfológicamente forma parte de la sierra de Urbasa, al norte y la sierra de Santiago de Lóquiz al sur, El corredor se prolonga hacia el oeste en el valle de Arana (Álava) y se abre hacia al este en la Améscoa Baja, que es atravesada de norte a sur por el río Urrederra.

## Historia
Hasta el siglo XIX Aranarache, Eulate y Larraona funcionaron con autonomía de modo que el concejo de cada lugar entendía de los problemas e intereses del pueblo, no obstante juntos formaron una unidad superior, con un alcalde ordinario que ejercía su jurisdiccón civil sobre los tres pueblos. El alcalde era elegido entre los hijosdalgo de Eulate, de modo que reunidos los jurados de cada pueblo elegían al que consideraban más adecuado; y quedaba elegido el que, al menos, era seleccionado por dos de los tres pueblos La primacía de Eulate pudo estar relacionaba con la importancia del palacio cabo de armería del que tomó el nombre el pueblo, el de los Álvarez de Eulate.
Antes del siglo XVI se llamaba valle de Arana y era un concejo de señorío realengo aunque sus tres villas rendían pecha a la corona por separado.[cita requerida] En 1412 las dos Améscoas obtuvieron del monarca el reconocimiento a sus habitantes del uso privativo de una parte de la sierra de Urbasa, las denominadas Limitaciones. Este privilegio fue confirmado y ampliado en 1665 a las Limitaciones Nuevas.

## Nota
1. ↑  Lapuente Martínez 1977, p. 476 recoge esta dato de un proceso judicial del que da las referencias precisas del Archivo General de Navarra.